# Bertram L. Podell

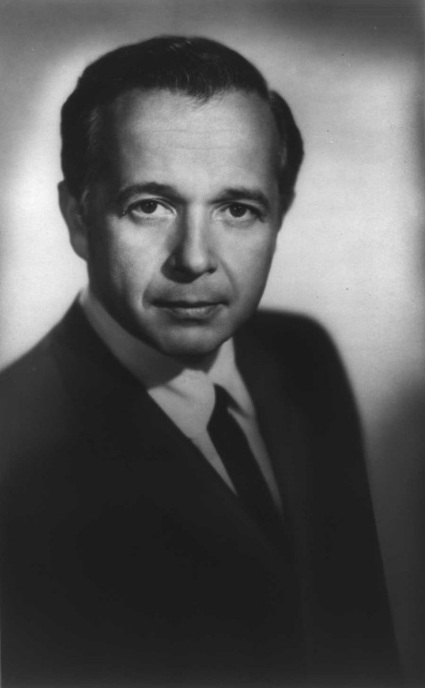
Bertram L. Podell

Bertram L. Podell (* 27. Dezember 1925 in Brooklyn, New York; † 17. August 2005 in New York City) war ein US-amerikanischer Jurist und Politiker. Zwischen 1968 und 1975 vertrat er den Bundesstaat New York im US-Repräsentantenhaus.

## Werdegang
Bertram L. Podell wurde ungefähr sieben Jahre nach dem Ende des Ersten Weltkrieges in Brooklyn geboren und wuchs dort auf. Er besuchte die Yeshiva of Flatbush and Abraham Lincoln High School, die St. John’s University (New York) und die Brooklyn Law School. Seine Zulassung als Anwalt erhielt er 1950 und begann dann in New York City zu praktizieren. Zwischen 1944 und 1946 diente er in der United States Navy. Er saß zwischen 1954 und 1968 in der New York State Assembly.
Politisch gehörte er der Demokratischen Partei an. Er wurde in einer Nachwahl am 20. Februar 1968 im 13. Wahlbezirk von New York in das US-Repräsentantenhaus in Washington, D.C. gewählt, um dort die Vakanz zu füllen, die durch den Rücktritt von Abraham J. Multer entstand. Nach drei erfolgreichen Wiederwahlen erlitt er im Jahr 1974 bei seiner erneuten Kandidatur eine Niederlage und schied nach dem 3. Januar 1975 aus dem Kongress aus.
Danach war er in New York City wieder Anwalt tätig, wo er am 17. August 2005 verstarb.